# Hanns Fischer (Mediävist)
Hanns Fischer (* 27. Mai 1928 in Nürnberg; † 6. August 1968 bei einem Flugzeugabsturz am Piz Linard) war ein deutscher Hochschullehrer für germanistische Mediävistik an der Universität Tübingen.

## Leben
Hanns Fischer studierte ab 1947 für fünf Semester an der Universität Heidelberg Germanistik und klassische Philologie. 1950 wechselte er an die Universität Tübingen, später nach München. Nach seinem Staatsexamen auf Lehramt im Jahr 1952 absolvierte er sein Referendariat. 1953 promovierte er mit seinen Strickerstudien, war wissenschaftlicher Assistent von Hugo Kuhn und war am Neuaufbau des deutschen Seminars in München, besonders der Bibliothek, beteiligt. Nach seiner Habilitation im Jahr 1960 wirkte er ab demselben Jahr als Privatdozent für deutsche Sprache und Literatur an der Universität München und erhielt 1963 einen Ruf an die Universität Tübingen als Ordinarius für Ältere Deutsche Sprache und Literatur. 1967 lehnte er einen Ruf an die Universität Hamburg ab. 1968 verunglückte Hanns Fischer bei einem Flugzeugabsturz am Piz Linard (Silvretta) in den Schweizer Alpen tödlich.

## Forschung
Fischer erforschte systematisch die spätmittelalterliche Literatur, ganz besonders bedeutend ist Fischers Arbeit und Wirken um die Märendichtung. Hier betrieb er Grundlagenforschung, in seiner 1968 erschienenen Monographie Studien zur deutschen Märendichtung wurden erstmals systematisch die Gattung des Märes, formale Beschreibung, Eingliederungen in Hauptkategorien und Überlieferungen beschrieben, ja die gesamte Epoche erstmals übersichtlich untersucht. Seine Grundlagenforschung hatte großen Einfluss auf weitere Bereiche der germanistischen Spätmittelalterforschung: mit seinem Selbstverständnis als Historiker sonderte er klar die Vielfalt der novellistischen Texte in eigenständige Gattungen heraus. Er war profunder Kenner und Liebhaber mittelalterlicher Handschriften und trug zur Entstehung des Münchener Katalogs mittelalterlicher Handschriften bei.

## Veröffentlichungen (Auswahl)
- Strickerstudien. Ein Beitrag zur Literaturgeschichte des 13. Jahrhunderts. München 1953, (München, Universität, Dissertation, vom 3. Juli 1953).
- Studien zur deutschen Märendichtung. Niemeyer, Tübingen 1968, (2., durchgesehene und erweiterte Auflage, besorgt von Johannes Janota. ebenda 1983, ISBN 3-484-10461-9).
- als Herausgeber: Herrand von Wildonie: Vier Erzählungen (= Altdeutsche Textbibliothek. 51). Niemeyer, Tübingen 1959.
- als Herausgeber: Der Stricker: Fünfzehn kleine Verserzählungen (= Altdeutsche Textbibliothek. 53). Niemeyer, Tübingen 1960.
- als Herausgeber: Hans Folz: Die Reimpaarsprüche (= Münchener Texte und Untersuchungen zur deutschen Literatur des Mittelalters. 1, ISSN 0580-1362).  Beck, München 1961.
- als Herausgeber: Eine Schweizer Kleinepiksammlung des 15. Jahrhunderts (= Altdeutsche Textbibliothek. 65). Niemeyer, Tübingen 1960, (21 Fabeln, Schwänke und Erzählungen des XV. Jahrhunderts; Cod. 643 der Stiftsbibliothek St. Gallen).
- als Herausgeber: Die deutsche Märendichtung des 15. Jahrhunderts (= Münchener Texte und Untersuchungen zur deutschen Literatur des Mittelalters. 12).  Beck, München 1966.
- als Herausgeber: Schrifttafeln zum althochdeutschen Lesebuch. Niemeyer, Tübingen 1966.
- als Herausgeber: Schwankerzählungen des deutschen Mittelalters. Ausgewählt und übersetzt. Hanser, München 1967 (zusammen mit seiner Frau).

Aufsätze
- Gestaltungsgeschichten im „Meier Helmbrecht“. In: Beiträge zur Geschichte der deutschen Sprache und Literatur. Band 79, 1957, S. 85–109, doi:10.1515/bgsl.1957.1957.79.85.
- Neue Forschungen zur deutschen Dichtung des Spätmittelalters (1230–1500). In: Deutsche Vierteljahrsschrift für Literaturwissenschaft und Geistesgeschichte. Band 31, Nummer 2, 1957, S. 303–345, doi:10.1007/BF03376058.
- Zur Gattungsform des ‘Pfaffen Amis’. In: Zeitschrift für deutsches Altertum und deutsche Literatur. Band 88, Heft 4, 1958, S. 291–299, JSTOR:20654900.
- Probleme und Aufgaben der Literaturforschung zum deutschen Spätmittelalter. In: Germanisch-Romanische Monatsschrift. Band 40 = Neue Folge, Band 9, 1959, S. 217–227.
- mit Hans Fromm: Mittelalterliche deutsche Handschriften der Universitätsbibliothek München.
  - (I). In: Klaus Lazarowicz, Wolfgang Kron (Hrsg.): Unterscheidung und Bewahrung. Festschrift für Hermann Kunisch zum 60. Geburtstag, 27. Oktober 1961. de Gruyter Berlin 1961, S. 109–131.
  - (II). In: Beiträge zur Geschichte der deutschen Sprache und Literatur. Band 84, 1962, S. 433–473, doi:10.1515/bgsl.1962.1962.84.433.
  - (III). Eine deutsche Bearbeitung des Passionstraktates von Michael de Massa. In: Werner Simon, Wolfgang Bachofer, Wolfgang Dittmann (Hrsg.): Festgabe für Ulrich Pretzel. Zum 65. Geburtstag dargebracht von Freunden und Schülern. Schmidt, Berlin 1963, S. 64–71.
- Eine vergessene schwäbische Liedersammlung des 15. Jahrhunderts. In: Zeitschrift für deutsches Altertum und deutsche Literatur. Band 91, Heft 3, 1962, S. 236–254, JSTOR:20655064.
- Auskunftsstelle für Editionsvorhaben zu mittelalterlichen deutschen Texten. In: Monatshefte für deutschen Unterricht, deutsche Sprache und Literatur. Band 54, Nummer 5, 1962, S. 232.
- Jacob Käbitz und sein verkanntes Liederbuch. In: Euphorion. Band 56, 1962, S. 191–199.
- Zu Johannes Hartliebs Bäderbuch. In: Beiträge zur Geschichte der deutschen Sprache und Literatur. Band 84, 1963, S. 296–300, doi:10.1515/bgsl.1962.1962.84.296.
- Hans Folz. Altes und Neues zur Geschichte seines Lebens und seiner Schriften. In: Zeitschrift für deutsches Altertum und deutsche Literatur. Band 95, Heft 3, 1966, S. 212–236, JSTOR:20655320.
- „Der Stein der Weisen“: Ein unveröffentlichter Gedichtentwurf von Hans Folz. In: Zeitschrift für deutsche Philologie. Band 86, 1967, S. 99–119.
- Ein neuer Textzeuge der ‘Minnelehre’ Johanns von Konstanz. In: Zeitschrift für deutsches Altertum und deutsche Literatur. Band 97, 1968, Heft 3, S. 215–219, JSTOR:20655489.
- Der Überfall beim Nördlinger Scharlachrennen: Bemerkungen zu einem vergessenen Zeitspruch aus dem Jahre 1422. In: Eckehard Catholy, Winifried Hellmann (Hrsg.): Festschrift für Klaus Ziegler. Niemeyer, Tübingen 1968, S. 61–76.
- Deutsche Literatur und lateinisches Mittelalter. In: Ingeborg Glier, Gerhard Hahn, Walter Haug, Burghart Wachinger (Hrsg.): Werk – Typ – Situation. Studien zu poetologischen Bedingungen in der älteren deutschen Literatur. Metzler, Stuttgart 1969, S. 1–19, (Festschrift Hugo Kuhn zum 60. Geburtstag.).